# دين دنيا
دين دنيا هي مجلة أردية تاريخية تصدر من نيودلهي. تأسست مجلة دين دنيا في عام 1921، وكانت تغطي في الأصل السياسة والأفلام وأحاديث المجتمع. وهي اليوم مجلة شهرية تتناول الشؤون الإسلامية. المفتي شوكت علي، الذي أسسها في عام 1921 كصحيفة أسبوعية تتناول المجتمع والسياسة والأفلام. عُلق النشر مؤقتًا خلال السنوات التي أعقبت التقسيم، وبعد ذلك أعيد تشغيل المجلة مع التركيز بشكل واحد على الإسلام. وبسبب اعتلال صحة والده، تولى عاصف فهمي رئاسة دين دنيا في عام 1987.
في الوقت الحالي، تُنشر مجلة دين دنيا شهريًا.